# Chiesa della Santissima Vergine dei Dolori
La chiesa della Santissima Vergine dei Dolori è un edificio sacro che si trova in località Segromigno in Piano a Capannori.

## Storia e descrizione
Ideata da Giuseppe Pardini verso il 1865, rappresenta un coerente sviluppo dell'opera dell'architetto. La grande basilica a tre navate con transetto immesso, ampia cupola di crociera e presbiterio con abside scandita da un diaframma colonnare semicircolare sviluppa premesse genericamente rinascimentali rinforzandole grazie a un decorativismo che nella redazione originaria prevedeva, oltre a una forte presenza di rilievi in stucco, statue, serliane e candelabre, anche l'accentuata qualificazione cromatica delle membrature architettoniche. Si trattava della revisione, in chiave "moderna", di un classicismo di matrice cinquecentesca che non rinunciava a sperimentare le avventure dell'incombente eclettismo di fine secolo. Il basso campanile ospita un doppio di due campane a mezzoslancio sincronizzato, di cui la piccola fusa dalla fonderia Capanni di Castelnovo ne’ Monti (RE), mentre la grossa è del 2011 ed è opera della fonderia De Poli di Revine Lago (TV).